# Antônio Gonçalves Dias
Antônio Gonçalves Dias (Caxias, 10 agosto 1823 – Guimarães (Maranhão), 3 novembre 1864) è stato un poeta, drammaturgo e insegnante brasiliano, considerato il più grande poeta romantico del Paese .

## Biografia
Di origini multietniche, il padre João Manuel Gonçalves Dias era portoghese e la madre Vicência Ferreira era mamelucca, compì studi in filosofia prima di trasferirsi in Portogallo per frequentare l'Università di Coimbra e laurearsi in diritto.
Intraprese il mestiere di insegnante a Rio de Janeiro nelle materie di storia e latino, fino a quando gli venne assegnata una ricerca sullo stato dell'istruzione pubblica nel suo Paese: questo incarico gli consentì di viaggiare in lungo e in largo in Brasile, raggiungendo le province più lontane e quelle più arretrate.
Uomo dotato di una vasta preparazione culturale e umanistica, una volta avvicinatosi al Romanticismo europeo, riuscì a realizzare una riuscitissima miscela tra la grande epica ed il dolce lirismo. È considerato il maggior esponente del romanticismo brasiliano e della letteratura tradizionale conosciuta con la definizione di Indianismo.
Fu un appassionato ricercatore di linguaggi e folclore dei nativi brasiliani.
Nel 1846 uscì alle stampe i Primeiros Cantos, nel quale utilizzò in modo personale e originale la metrica per descrivere le bellezze della natura tropicale con toni intrisi di malinconia.

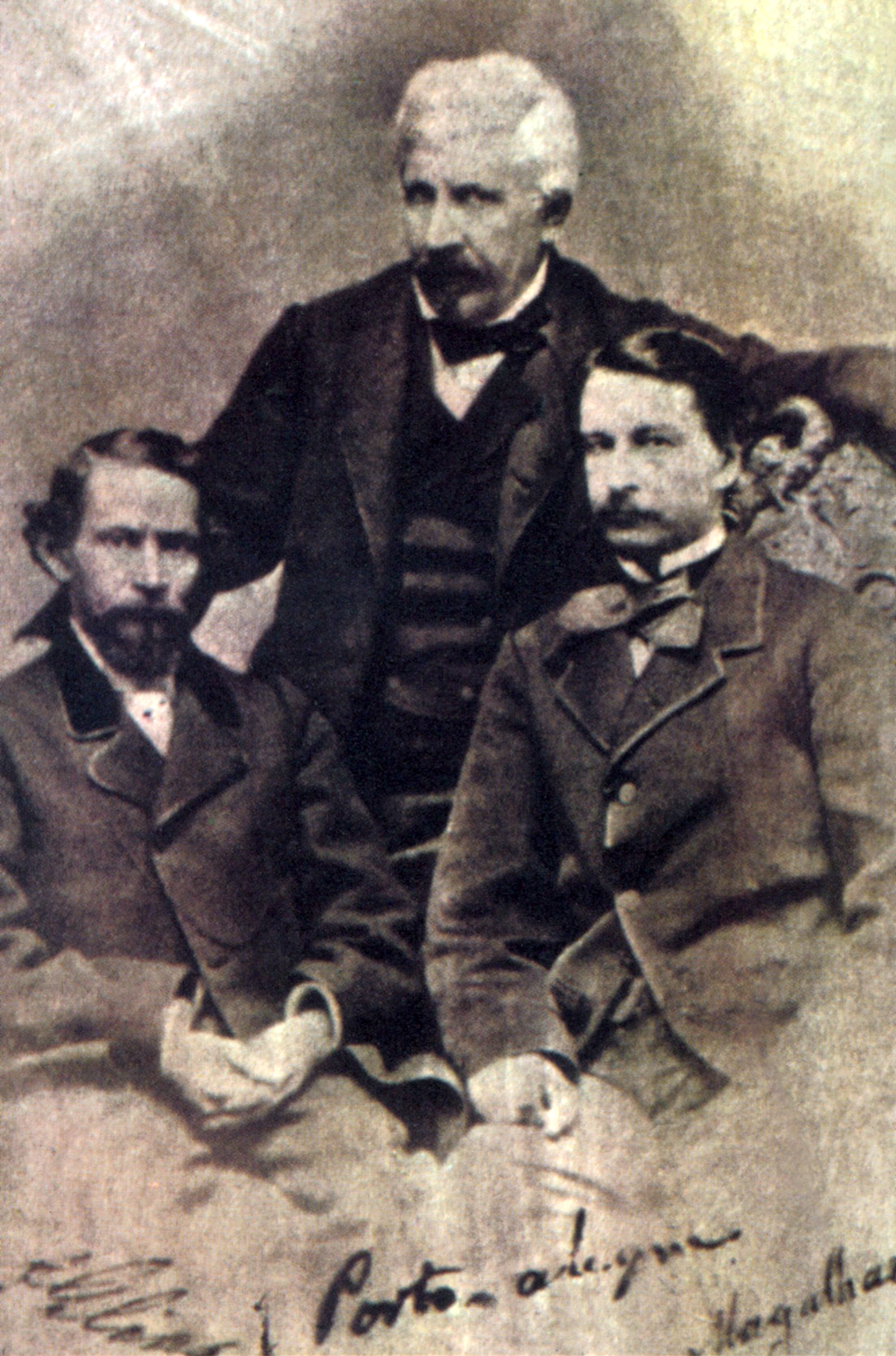
Da sinistra a destra: Dias, Manuel de Araújo Porto-Alegre e Gonçalves de Magalhães, in una foto risalente al 1858

Nelle Sextilhas do Frei Antao (1848) sfruttò le caratteristiche di un linguaggio arcaico.
Os Timbiras, opera parzialmente incompiuta, si può considerare un'«Iliade brasiliana», incentrata sulle avventure e sulla storia degli indios.
Narrò non solo la disperazione degli schiavi negri e varie leggende meticce con sfumature oniriche, ma soprattutto la saudade, la nostalgia per un paradiso perduto.
La Cançao do Exilio può essere considerata l'opera più emblematica che evidenzia la sensibilità di Gonçalves Dias e la sua carica emotiva.
Nelle tragedia scritte nella sua fase giovanile, Beatriz Cenci e Patkull, si ispirò a Shakespeare e a Schiller, pur sviluppando un linguaggio già originale e creativo.
Il suo dramma storico, Leonor de Mendonça (1847), viene ritenuto il capolavoro del romanticismo brasiliano.
Dal 1854 al 1858 fu mandato dal ministero degli Esteri in Europa con un incarico culturale e diplomatico.
Rientrato in patria, fondò la rivista Guanabara assieme a Joaquim Manuel de Macedo.
Nel 1863, durante un suo soggiorno in Portogallo, tradusse alcune opere di Friedrich Schiller e di Heinrich Heine.
Nel 1862, si recò in Europa per cure mediche. Non ottenendo risultati fece ritorno in Brasile il 10 settembre 1864. Il 3 novembre, la nave francese "Ville de Boulogne", in cui si trovava, fece naufragio vicino al faro di Itacolomi, sulla costa del Maranhão, dove morì affogato.

## Opere

### Poesie
- Primeiros Cantos (1847);
- Segundos Cantos (1848);
- Sextilhas de Frei Antão (1848);
- Últimos Cantos (1851);
- Cantos (1856).

### Teatro
- Patkull (1843);
- Beatriz Cenci (1845);
- Leonor de Mendonça (1847);
- Boabdil (1850).

### Epica e narrativa
- I-Juca-Pirama (1851);
- The Timbiras (1856).

### Altro
- Meditação prosa (1850);
- Dicionário da Língua Tupi saggio (1856).